# Superliga (pallavolo femminile, Montenegro)
La Superliga è la massima serie del campionato montenegrino di pallavolo femminile: al torneo partecipano dieci squadre di club montenegrine e la squadra vincitrice si fregia del titolo di campione di Montenegro.

## Albo d'oro
| Dal 2006 al 2022 la competizione è denominata Prva liga |                     |                     |                     |
| 2006-07 Dettagli                                        | Luka Bar            | Podgorica           | Rudar Pljevlja      |
| 2007-08 Dettagli                                        | Luka Bar            | Podgorica           | Rudar Pljevlja      |
| 2008-09 Dettagli                                        | Luka Bar            | Rudar Pljevlja      | Podgorica           |
| 2009-10 Dettagli                                        | Galeb               | Luka Bar            | Budućnost Podgorica |
| 2010-11 Dettagli                                        | Galeb               | Luka Bar            | Budućnost Podgorica |
| 2011-12 Dettagli                                        | Budućnost Podgorica | Luka Bar            | Morača              |
| 2012-13 Dettagli                                        | Luka Bar            | Budućnost Podgorica | Rudar Pljevlja      |
| 2013-14 Dettagli                                        | Luka Bar            | Budućnost Podgorica | Galeb               |
| 2014-15 Dettagli                                        | Luka Bar            | Morača              | -                   |
| 2015-16 Dettagli                                        | Luka Bar            | Rudar Pljevlja      | -                   |
| 2016-17 Dettagli                                        | Luka Bar            | Galeb               | -                   |
| 2017-18 Dettagli                                        | Luka Bar            | Rudar Pljevlja      | -                   |
| 2018-19 Dettagli                                        | Luka Bar            | Morača              | -                   |
| 2019-20 Dettagli                                        | Luka Bar            | Morača              | Galeb               |
| 2020-21 Dettagli                                        | Luka Bar            | Galeb               | -                   |
| 2021-22 Dettagli                                        | Galeb               | Luka Bar            | -                   |
| Dal 2022 la competizione è denominata Superliga         |                     |                     |                     |
| 2022-23 Dettagli                                        | Herceg Novi         | Galeb               | -                   |

## Palmarès
| Squadra             | Titolo | Stagione                                                                                                   |
| ------------------- | ------ | --- |
| Luka Bar            | 12     | 2006-07, 2007-08, 2008-09, 2012-13, 2013-14, 2014-15, 2015-16, 2016-17, 2017-18, 2018-19, 2019-20, 2020-21 |
| Galeb               | 3      | 2009-10, 2010-11, 2021-22                                                                                  |
| Budućnost Podgorica | 1      | 2011-12 |
| Herceg Novi         | 1      | 2022-23 |